# Matrimonio del principe Giorgio, duca di York, e della principessa Maria di Teck

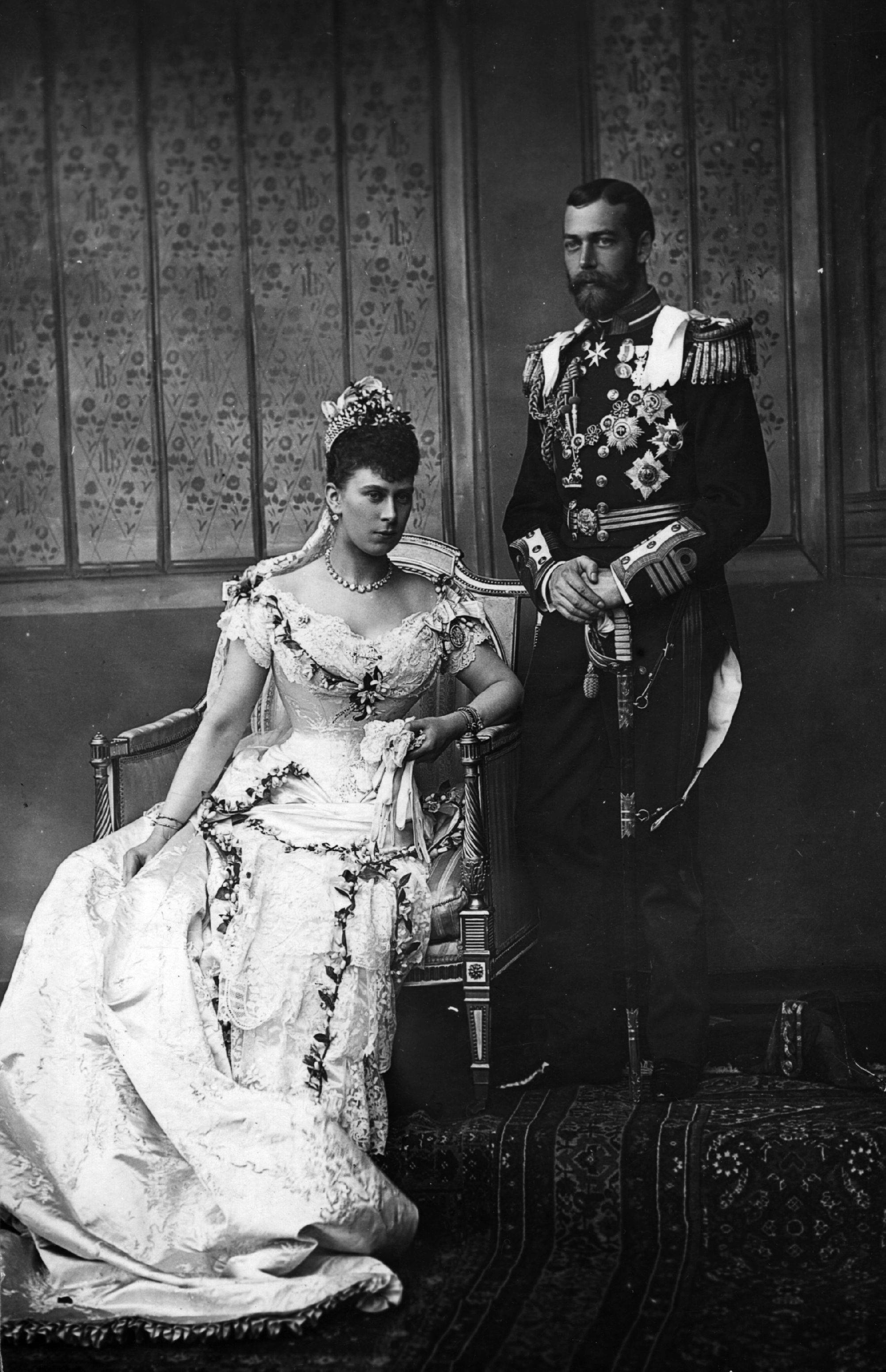
Giorgio, duca di York, e la principessa Maria di Teck nel giorno del loro matrimonio

Il matrimonio del principe Giorgio, duca di York (poi Giorgio V del Regno Unito), e della principessa Maria di Teck ebbe luogo il 6 luglio 1893 nella Chapel Royal del St. James's Palace a Londra.

## Il fidanzamento
Il fidanzamento di Maria di Teck con il principe Alberto Vittorio, duca di Clarence e Avondale, figlio primogenito di Edoardo, principe di Galles, si concluse con la morte dello stesso duca il 14 gennaio 1892. Già prima della morte del duca, sua nonna la Regina Vittoria si era assicurata la successione e come conseguenza stabilì che l'altro suo nipote, Giorgio, avrebbe sposato la principessa Maria o la principessa Vittoria Melita di Edimburgo. Per parte sua Giorgio era innamorato di sua cugina, ma non voleva sposarsi troppo presto: "Penso che sposarsi troppo presto sia una cattiva cosa", scrisse alla regina, e citò le circostanze in cui il principe Rodolfo d'Asburgo-Lorena era stato recentemente esempio.
Successivamente il principe rese noto: "L'unica cosa che non potrò mai fare è sposare una persona che non si curi di me. Sarei un miserabile per il resto della mia vita". Nel 1892, ad ogni modo, ogni tentativo di proposta di matrimonio venne rifiutato dai genitori di Vittoria Melita in quanto la madre Maria Aleksandrovna era anglofoba.
Sua nonna la Regina Vittoria aveva previsto a questo punto per Giorgio il matrimonio con Maria. La situazione era imbarazzante per la coppia, dal momento che tutto il mondo della stampa si aspettava da un momento all'altro l'ufficializzazione del fidanzamento con Vittoria Melita. Giorgio dal canto suo si era reso conto quanto fosse necessario per lui dunque sposarsi data la sua nuova posizione di secondo in linea di successione al trono. Giorgio, che pure conosceva poco Maria, non sapeva quale opinione ella avesse di lui e si risolse a chiederne la mano solo dopo aver trascorso qualche tempo con l'amata zia, la regina Olga di Grecia. Malgrado i retroscena, il matrimonio fu azzeccato e la coppia fu sempre felice.
Il 3 maggio 1893, Maria organizzò un tè con la sorella di Giorgio, Luisa, e suo marito Alexander Duff, I duca di Fife, ma quando giunse nel luogo convenuto vi trovò anche Giorgio ad attenderla. Luisa disse a quel punto: "Adesso Giorgino, non pensi che sia il momento di andare a vedere le rane nello stagno con May?". Giorgio lì le propose di sposarla ed il giorno successivo il fidanzamento venne ufficializzato.

## Il matrimonio

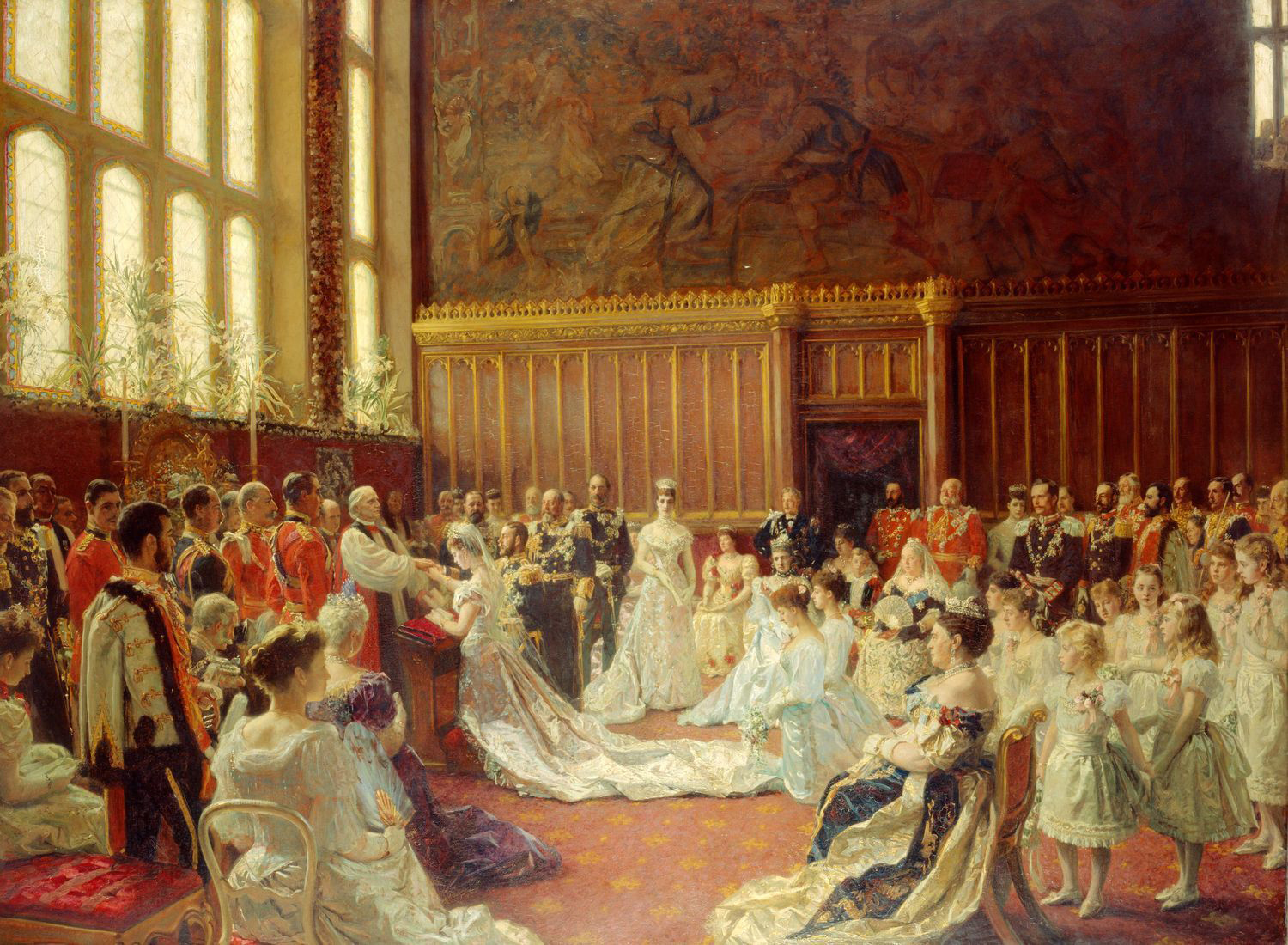
Dipinto del Matrimonio del duca di York con la Presenza Della Regina Vittoria con il Principe del Galles Edoardo VII del Regno Unito e con il Duca di Edimburo Alfredo, duca di Sassonia-Coburgo-Gotha e il Duca Arturo, duca di Connaught e Strathearn

Il principe Giorgio duca di York e la principessa Maria di Teck si sposarono alle 12:30 del 6 luglio 1893 nella Chapel Royal del St. James's Palace.
La principessa Maria ebbe dieci dame d'onore al suo matrimonio: la principessa Vittoria Melita, Alessandra e Beatrice di Edimburgo (prime cugine di Giorgio); le principesse Maud e Vittoria del Galles (sorelle di Giorgio); le principesse Margherita e Patrizia di Connaught; le principesse Alice e Vittoria Eugenia di Battenberg (prime cugine di Giorgio); e la principessa Elena Vittoria di Schleswig-Holstein (prima cugina di Giorgio).
La lunga processione che precedeva la sposa, fece entrare per ultima in chiesa Maria accompagnata da suo padre, il duca di Teck con suo fratello maggiore, il principe Adolfo di Teck. Maria si attirò gli applausi della corte intera col suo "sorriso appena accennato," e con "un piccolo gesto nervoso con la mano destra ricoperta da un guanto bianco". Dal momento che i matrimoni reali erano storicamente degli spettacoli popolari, anche questa celebrazione attirò una grande folla di persone nella strada tra Buckingham Palace e il St James's Palace.
L'abito da sposa aveva uno strascico di broccato bianco e d'argento ed era ricamato con disegni di rose, quadrifogli e cardi in argento. Indossava lo stesso velo da sposa usato da sua madre, la principessa Maria Adelaide, duchessa di Teck nel 1866. Il vestito da sposa consisteva in "quindici gonne, scarpe e guanti", come riportato dal Lady's Pictorial. La coppia ricevette anche molti regali dagli invitati, tra cui molti gioielli e piatti per un valore di 300.000 sterline.
L'Arcivescovo di Canterbury presenziò alla cerimonia, assistito dal Vescovo di Londra, dal Vescovo di Rochester e da altri cinque prelati. Giorgio e Maria procedettero quindi alla volta di Buckingham Palace, e siglarono ufficialmente il registro alla presenza del primo ministro e di altri personaggi della famiglia reale.
Dal matrimonio, Maria ottenne il titolo di Sua Altezza Reale la Duchessa di York. La coppia trascorse la luna di miele a Sandringham, residenza del principe di Galles nel Norfolk.

## Invitati reali

### Parenti stretti
- Il principe e la principessa del Galles, genitori dello sposo[8]
  - La principessa Vittoria del Galles, sorella dello sposo
  - La principessa Maud del Galles, sorella dello sposo
- La Regina, nonna paterna dello sposo[8]
  - Il Duca e la duchessa di Edimburgo, zii paterni dello sposo[8][18]
    - La principessa Vittoria di Edimburgo, cugina dello sposo
    - La principessa Alessandra di Edimburgo, cugina dello sposo
    - La principessa Beatrice di Edimburgo, cugina dello sposo

  - Il Duca e la Duchessa di Connaught e Strathearn, zii paterni dello sposo[18]
    - Il principe Arturo di Connaught, cugino dello sposo[18]
    - La principessa Margherita di Connaught, cugina dello sposo[18]
    - La principessa Patricia di Connaught, cugina dello sposo[18]

  - La principessa Elena ed il principe Cristiano di Schleswig-Holstein, zii paterni dello sposo[18]
    - Il principe Alberto di Schleswig-Holstein, cugino dello sposo[18]
    - La principessa Elena Vittoria di Schleswig-Holstein, cugina dello sposo[18]

  - La principessa Luisa, marchesa di Lorne ed il Marchese di Lorne, zii paterni dello sposo[8]
  - La principessa Beatrice ed il principe Enrico di Battenberg, zii paterni dello sposo[18]
    - Il principe Alessandro di Battenberg, cugino dello sposo[18]
    - La principessa Vittoria Eugenia di Battenberg, cugina dello sposo[18]

  - La principessa Vittoria Alberta ed il principe Luigi di Battenberg, cugina dello sposo e suo marito[18]
  - La principessa Irene ed il principe Enrico di Prussia, cugina dello sposo e suo marito[18]
- Il Duca e la Duchessa di Teck, genitori della sposa[8]
  - Il principe Adolfo di Teck, fratello della sposa[11]
- Il Duca di Cambridge, zio materno della sposa
- La Granduchessa ed il Granduca di Meclemburgo-Strelitz, zii materni della sposa[11]

### Altri reali
- Lo Zarevic di Russia[8]
- Il Re e la Regina di Danimarca[8]
- Il principe Alberto del Belgio[18]
- Il principe Valdemaro di Danimarca[18]

### Altre persone notabili
- William Ewart Gladstone, Primo ministro del Regno Unito, con la moglie Catherine Gladstone[8]